# Lew Gluckin
Lewis „Lew“ Gluckin (auch Lou Gluckin, * 5. September 1930; † 29. Oktober 2017 in Sarasota, Florida) war ein US-amerikanischer Jazz- und Studiomusiker (Trompete, Arrangement, Komposition).

## Leben und Wirken
Lew Gluckin wurde als Kind von seinem Vater zu einem Konzert von Louis Armstrong mitgenommen; mit zwölf bekam er eine erste eigene Trompete, deren Spiel er autodidaktisch lernte. Als Jazztrompeter und Arrangeur arbeitete er schließlich ab den frühen 1960er-Jahren u. a. bei Larry Elgart (Elgart au Go-Go/Sound of the Times), für den er die Swingnummer „Jackie’s Tune“ (1961) komponierte und arrangierte. In den folgenden Jahren gehörte er den Orchestern von Peter Duchin, Woody Herman, Art Mooney und Rusty Dedrick an; des Weiteren trat er mit Don Heckman und Ed Summerlin auf einem Sommerworkshop auf. Gluckin spielte auch mit Chuck Speas & The American Jazz Septet (The New Sounds of College Jazz, u. a. mit Dave Frishberg und Sam Brown) sowie mit Dave Carey & The Baroque Jazz Ensemble (Jazz for Bach Buffs; Impulse!, 1962, u. a. mit John Murtaugh, Barry Galbraith). Außerdem nahm er Jingles auf und arbeitete am Broadway, als Studio- und Begleitmusiker für Jackie Paris und Liza Minnelli (Live at the Winter Garden, 1974). Im Bereich des Jazz war er zwischen 1960 und 1969 an zehn Aufnahmesessions beteiligt. In den 1980er-Jahren trat er noch mit dem Pianisten Moe Wechsler in New York auf.